# 야스이 유키
야스이 유키(安井 佑輝, 1980년 3월 5일~)는 일본의 남자 음악가로 차콜 필터의 베이스 기타리스트이다.

## 개략
1999년에 록 밴드인 차콜 필터의 일원으로서 데뷔했다. "卒業"(졸업), "White winter song", "やさしさライセンス"(다정하기 라이선스) 등의 히트 송을 작곡하여 일컬어지고 있다.

## 프로필
- 애칭 : 야스이 찬 (やすいちゃん)
- 생일 : 1980년 (쇼와 55년) 3월 5일
- 출신지 : 도쿄도 (출생지 : 군마현 이세사키시)
- 학력 : 게이오기주쿠 고등 학교 졸업, 게이오기주쿠 대학 경제학부 중퇴
- 취미 : 만화
- 가족 : 아버지, 어머니와 여동생. 아버지는 옛적 도쿄 대학 교수였다.
- 좋아하는 뮤지션 : 그린데이, 에어로스미스, 건즈앤로지즈, 위저
- 좋아하는 음식 : 섬게 젓, 아이스 크림, 행인 두부
- 애용 악기 :
  - Mike Lull Vintage4 (메인 베이스 기타)
  - Fender PRECISION BASS (1975년제)

## 작곡 활동
- 2002년

卒業 ("졸업", 고나가와 다카히로와 함께 작곡) / Kazematic (바람 거리) / Lonely holiday (고나가와 다카히로와 함께 작곡) / 日常 ("일상", 고나가와 다카히로와 함께 작곡) / White winter song
- 2003년

やさしさライセンス (다정하기 라이선스) / 7port / My girl
- 2004년

Party on!
- 2006년

Music Monster / スパイダー (스파이더) / 一人じゃとても歩けない世界の上で (혼자서는 도저히 걸을 수 없는 세계의 위에서) / ありがとう ("고마워", 오쓰카 유조와 함께 작곡)

## 같이 보기
- 차콜 필터
- 고나가와 다카히로
- 오쓰카 유조
- 다카노 신타로